# Kuwanina parva
Kuwanina parva är en insektsart som först beskrevs av William Miles Maskell 1897.  Kuwanina parva ingår i släktet Kuwanina och familjen filtsköldlöss. Inga underarter finns listade i Catalogue of Life.